# چهاریوغ

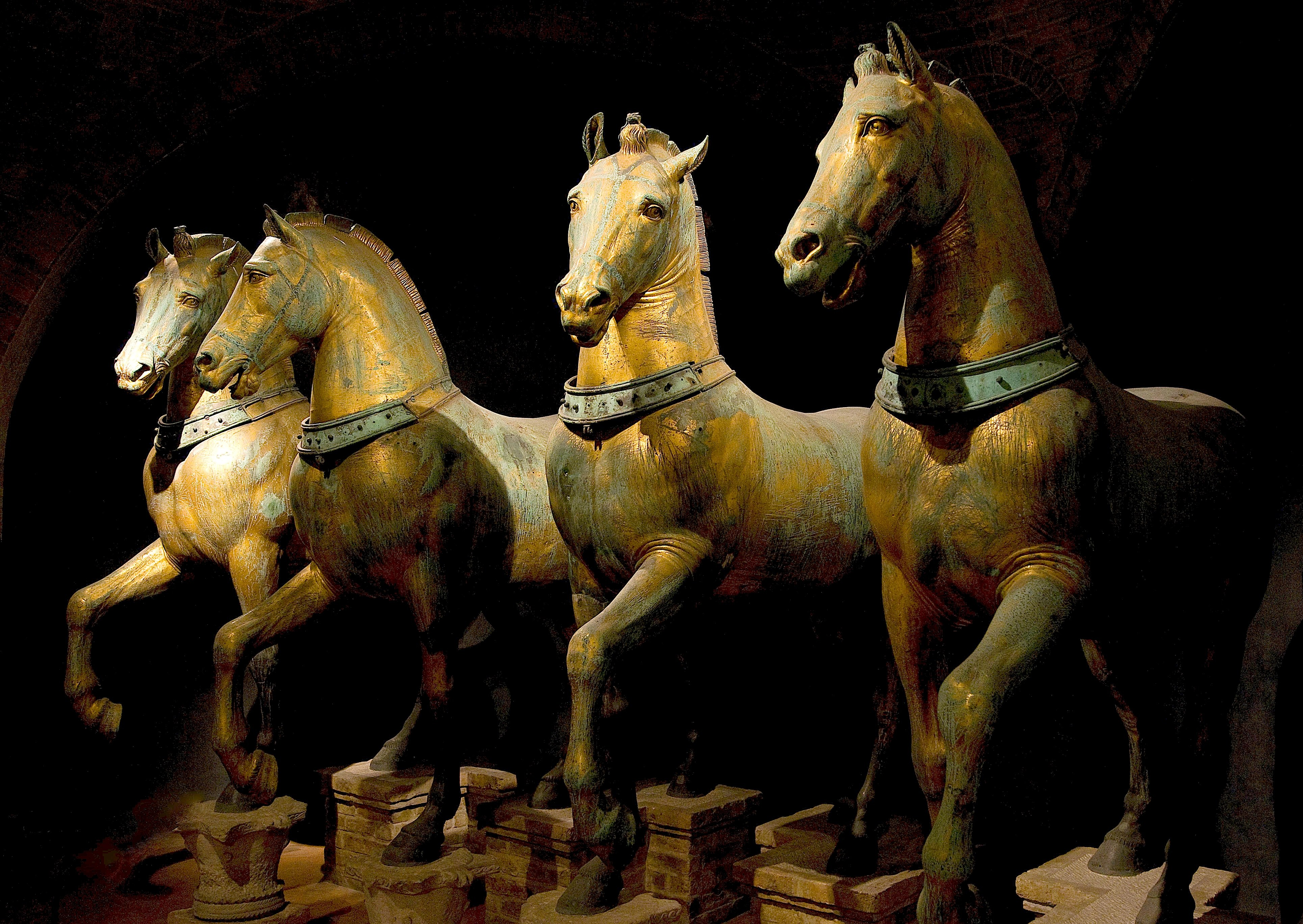
تندیس مشهور چهاریوغ در کلیسای جامع سینت مارکو در شهر ونیز، ایتالیا.

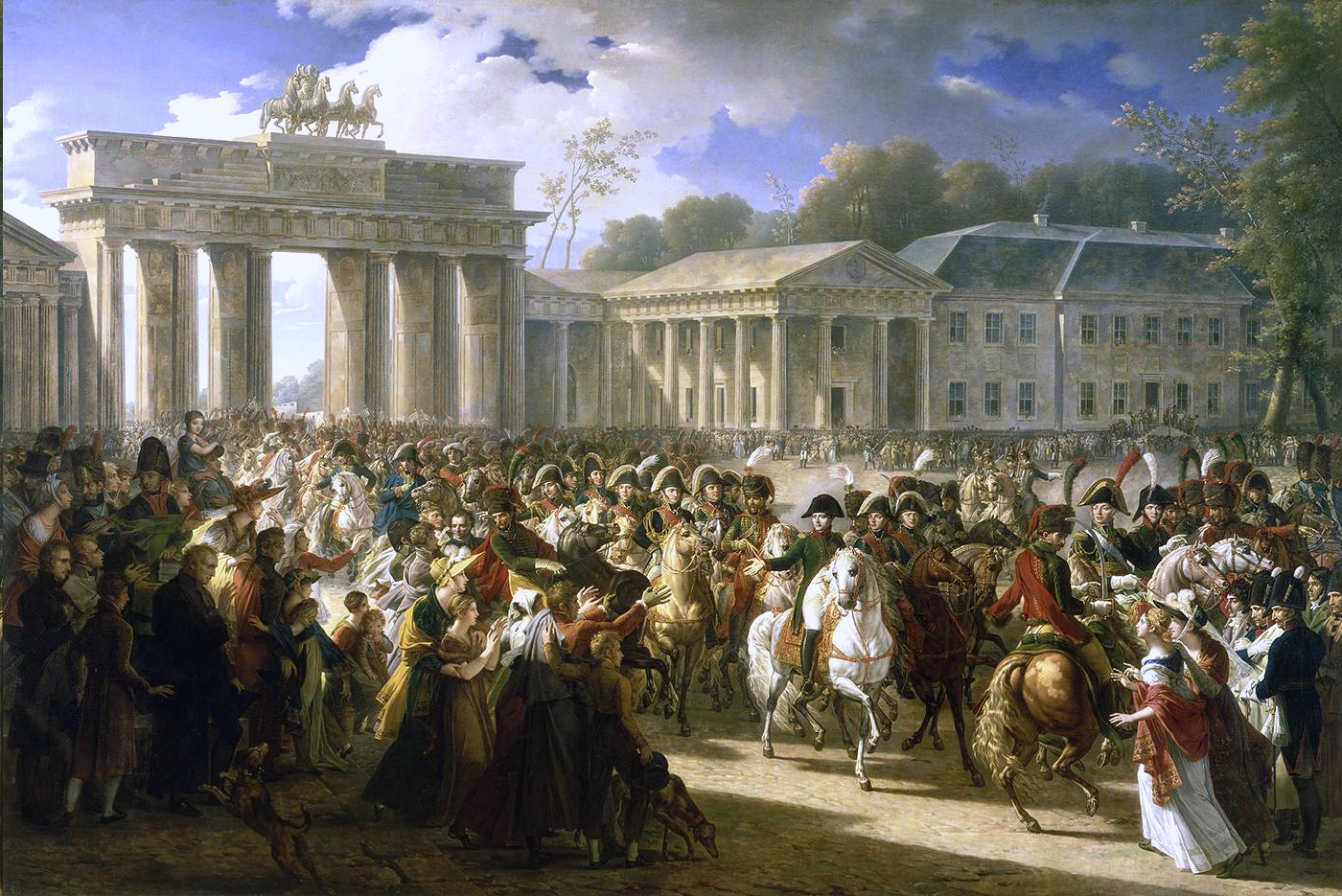
تابلوی ناپلئون در برلین اثر چارلز مینر. چهاریوغ بر روی دروازه براندنبورگ در تابلو مشهود است.

چهاریوغ یا کوآدریگا (به لاتین: Quadriga) ارابه‌ای با چهار اسب بود که در دوران امپراتوری روم، فاتحان را بر آن می‌نشاندند و به روم می‌آوردند. این ارابه چهار اسب پهلو به پهلو بسته به رنگ سپید داشت.

## نگارخانه

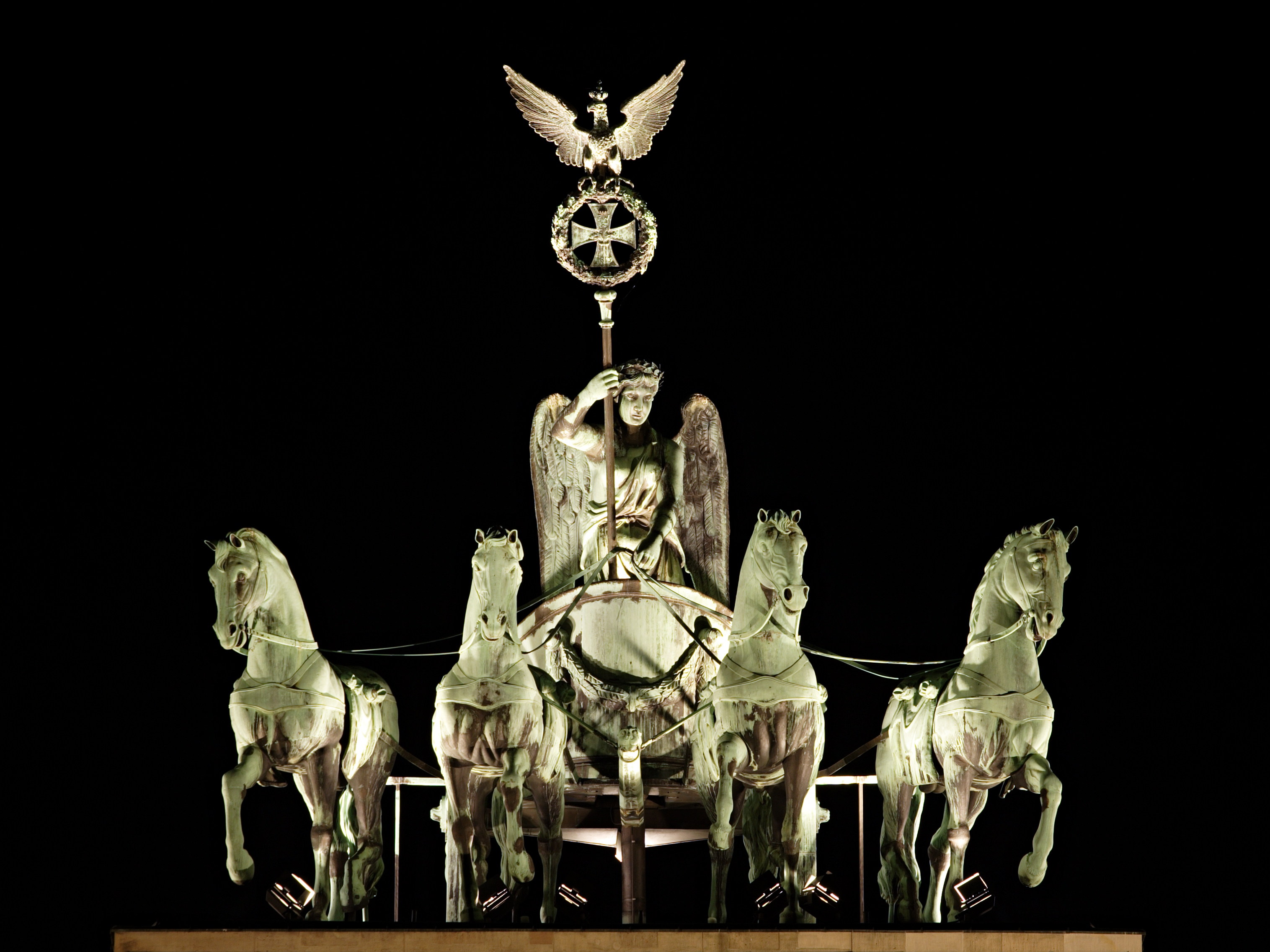
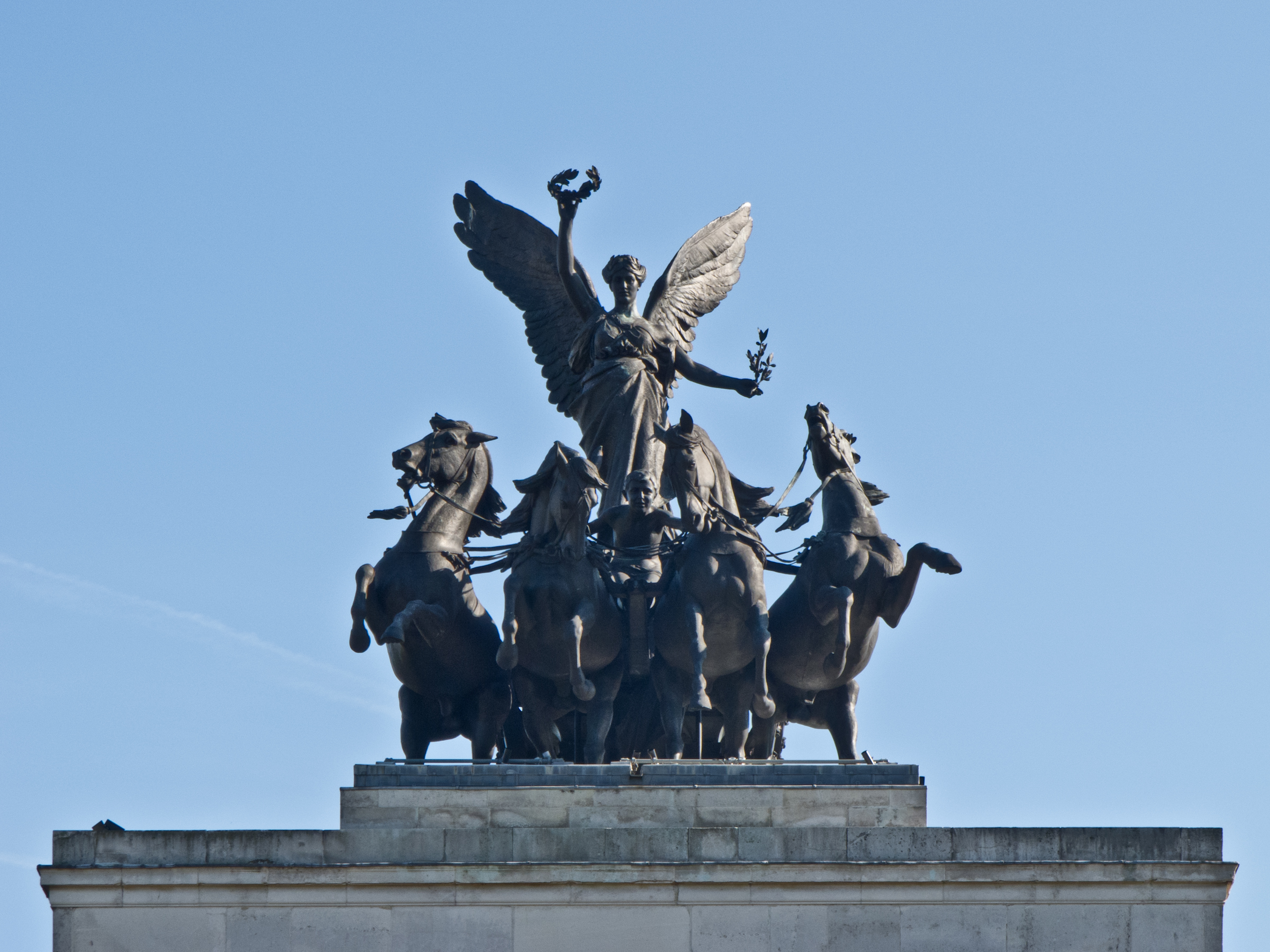
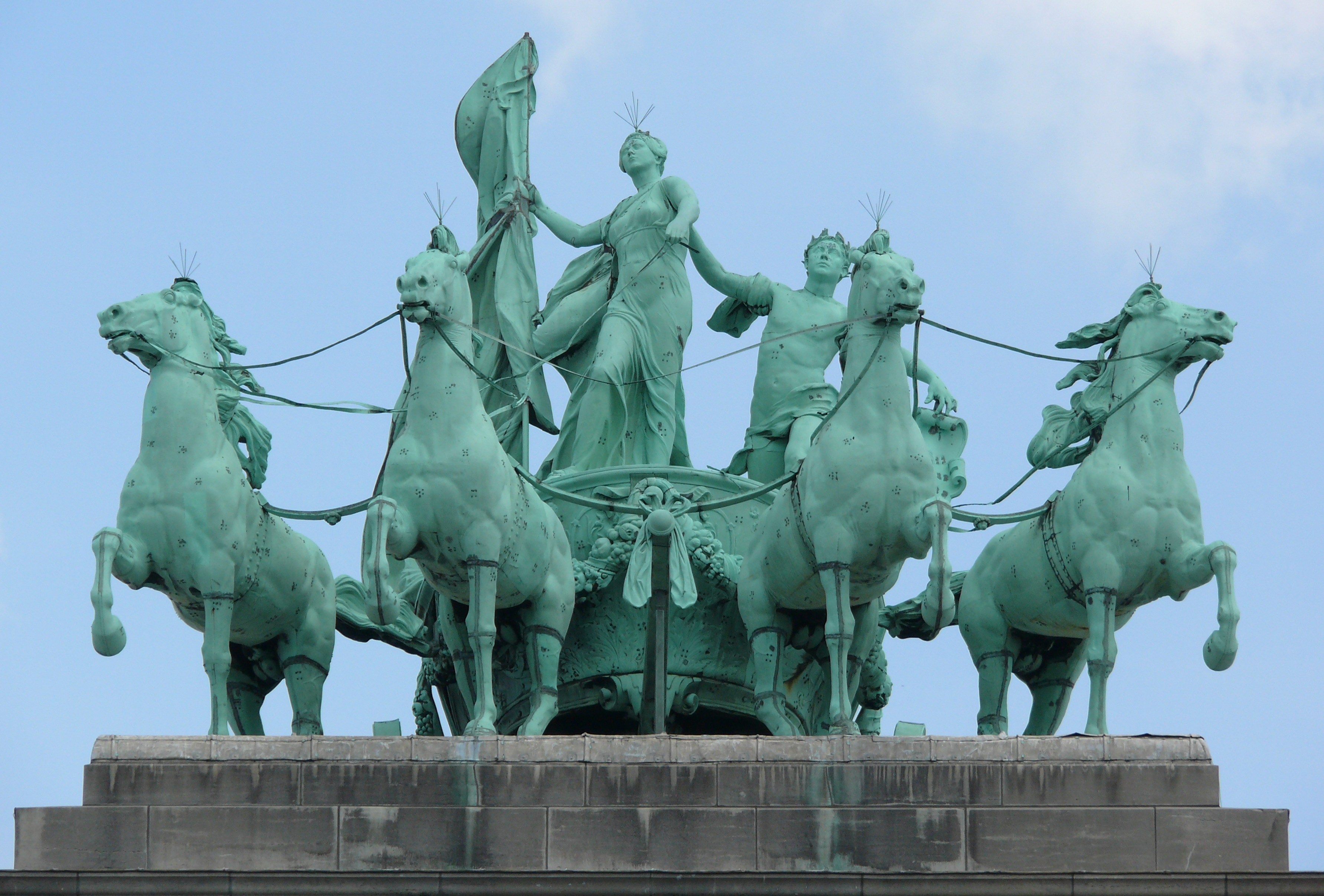
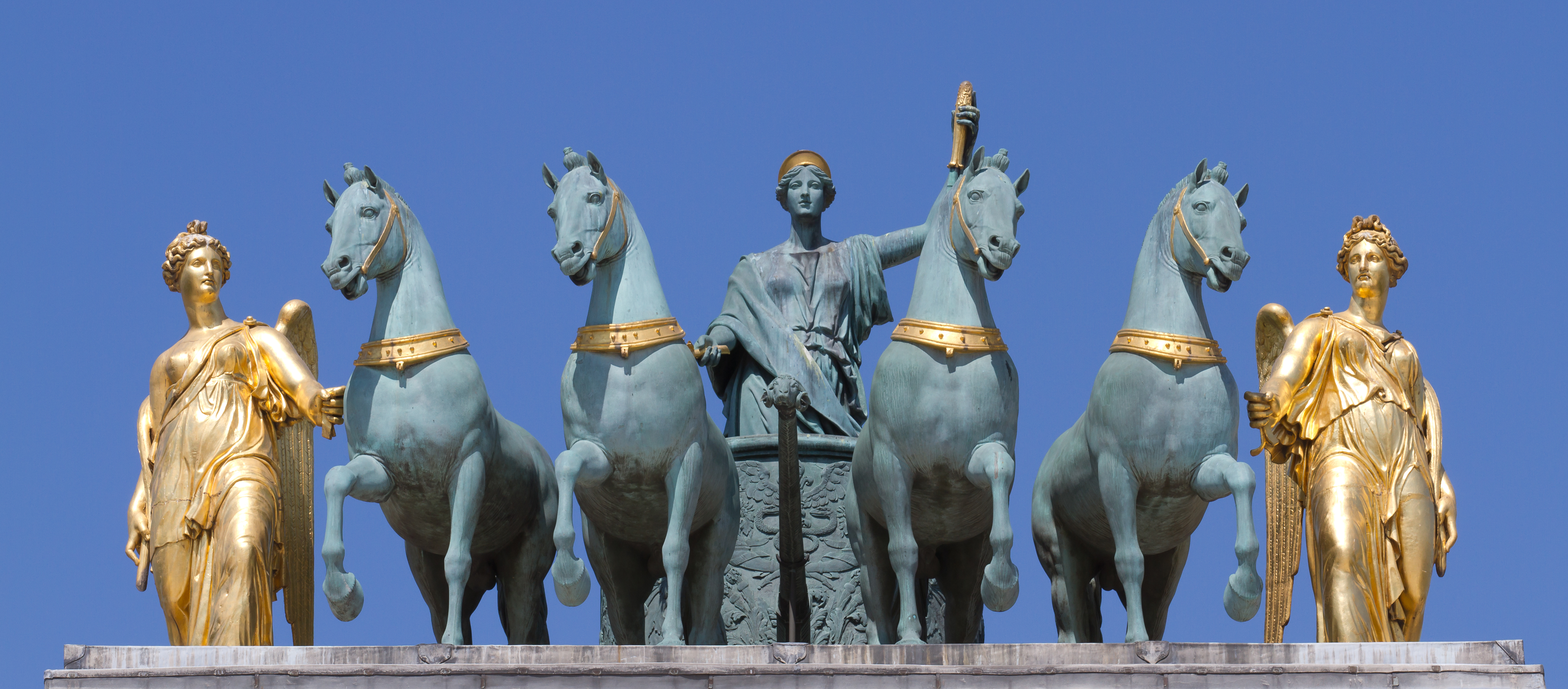
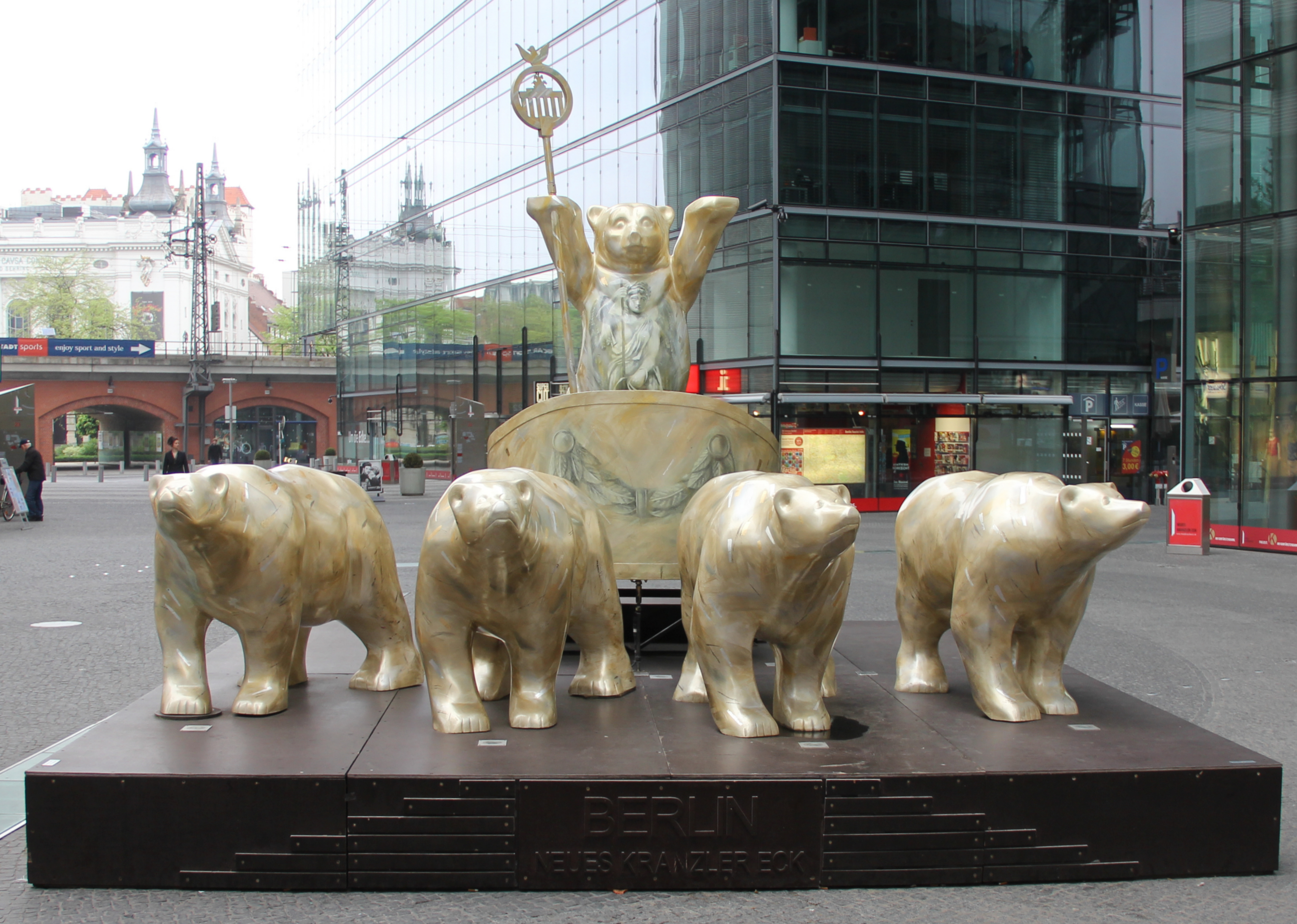
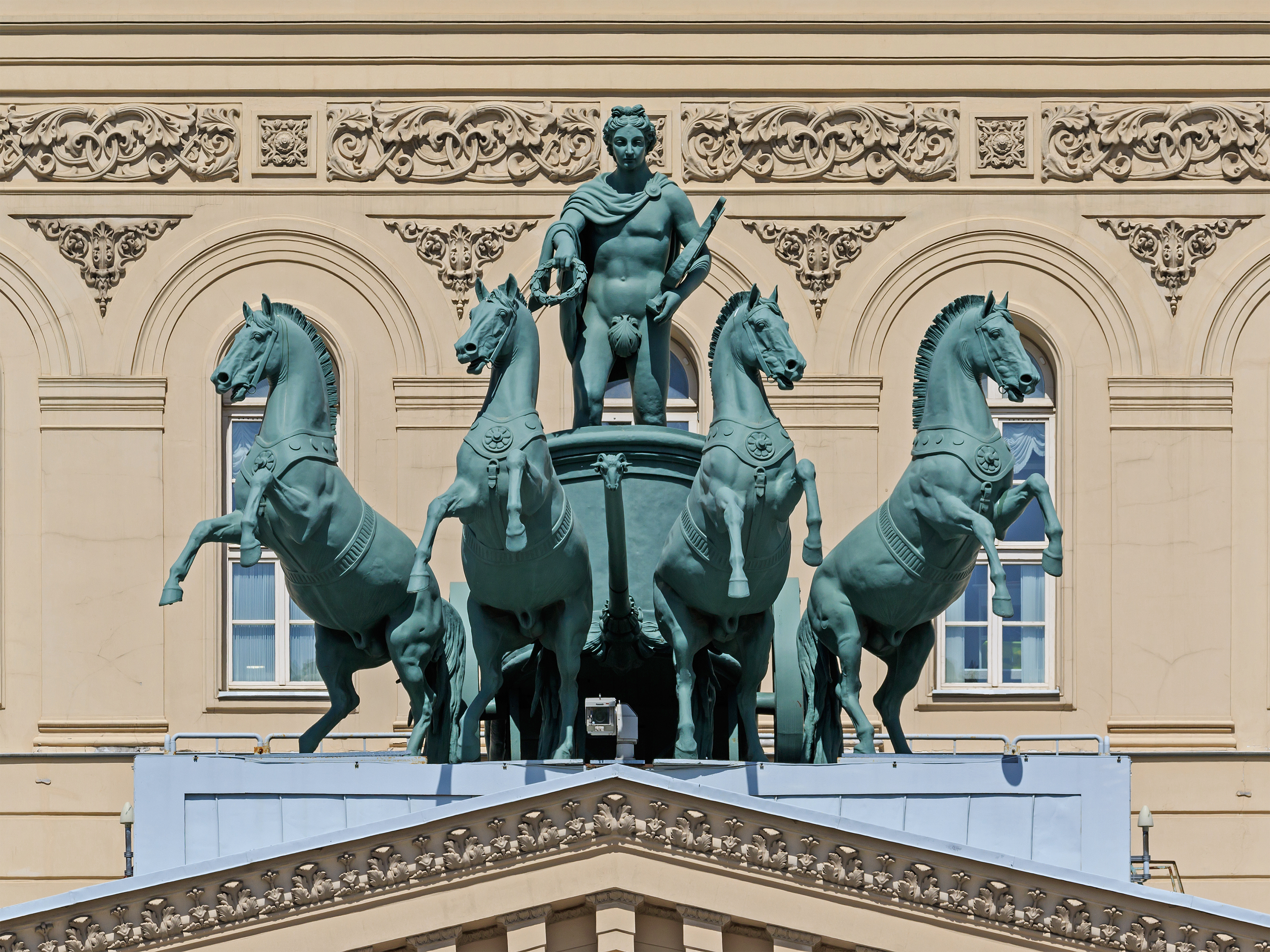
چهاریوغ تالار بولشوی، مسکو